# Remlingen (Baviera)
Remlingen è un comune tedesco di 1 515 abitanti, situato nel land della Baviera.